# 耶日·库莱伊
耶日·库莱伊（波蘭語：Jerzy Kulej，1940年10月19日—2012年7月13日），波兰前男子拳击运动员。他曾代表波兰参加1964年和1968年夏季奥林匹克运动会拳击比赛，获得二枚金牌，均来自男子63.5公斤级项目。